# Генеральная хунта княжества Астурия
Генеральная хунта княжества Астурия (исп. Junta General del Principado de Asturias, астур. Xunta Xeneral del Principáu d’Asturies) — парламент Астурии, автономного сообщества Испании. Его Статут автономии, основной органический закон сообщества, определяет его как высший институт представительства астурийского народа.
Основанный в 1982 году, он носит название астурийского политического института, существовавшего со средневековья до 19 века. Генеральная хунта осуществляет законодательную власть, утверждает бюджеты общины, а также направляет и контролирует действия Правительственного совета, исполнительной власти, лидера которой она избирает «президентом княжества Астурия». Он также осуществляет все полномочия, предоставленные или переданные автономным сообществам Конституцией Испании и принятые самим сообществом в его Статуте автономии и любом другом соответствующем законе.
Генеральная хунта состоит из 45 членов, называемых «депутатами» (исп. diputados), сроком на четыре года, если только она не будет распущена президентом Княжества, который затем назначит новые выборы. Генеральная хунта собирается в Региональном дворце в Овьедо.

## Выборы
Выборы проходят по трём избирательным округам. 34 члена возвращаются от Центрального округа, в который входят Авилес, Хихон и Овьедо, три крупнейших муниципалитета, и в общей сложности представляют 888 293 человека в 2010 году. Шесть членов возвращаются от Западного округа (121 903 человека) и пять от Восточного округа (73 511 человек). Порог в 3 % установлен для наличия любых мест.